# Critério de estabilidade de Nyquist
Na teoria de controle e na teoria da estabilidade, o critério de estabilidade de Nyquist, desenvolvida pelo engenheiro eletricista sueco-americano Harry Nyquist na Bell Telephone Laboratories em 1932 , é uma técnica gráfica para determinar a estabilidade de um sistema dinâmico. Uma vez obtido o gráfico de Nyquist dos sistemas de malha aberta se tem como computar os pólos e os zeros do sistema de malha fechado (embora o número de polos do sistema de malha aberta deve ser conhecido). Como resultado, é muito útil a sistemas definidos por funções não racionais, como sistemas com atrasos.
O critério de Nyquist é amplamente utilizado na engenharia de sistemas eletrônicos e de controle, bem como em outros campos, para projetar e analisar sistemas com realimentação. Enquanto  Nyquist é um dos testes de estabilidade mais gerais, ele ainda está restrito a sistemas lineares e invariantes no tempo (LTI). Os sistemas não lineares devem usar critérios de estabilidade mais complexos, como Lyapunov. Enquanto Nyquist é uma técnica gráfica, ele só fornece uma quantidade limitada de intuição para o porquê um sistema ser estável ou instável, ou como modificar um sistema instável para se manter estável. Técnicas como Bode, embora possam ser menos generalizadas, às vezes são uma ferramenta de design/projeto que é mais útil.

## Definição

O gráfico de Nyquist para.

Primeiro construímos o contorno de Nyquist, um contorno que abrange a metade direita do plano complexo:
- um caminho que se desloca no eixo {\displaystyle j\omega }, do  ponto  {\displaystyle 0-j\infty } até {\displaystyle 0+j\infty }.
- um arco semicircular, com raio {\displaystyle r\to \infty }, que começa em {\displaystyle 0+j\infty } e desloca-se até {\displaystyle 0-j\infty }.

O contorno Nyquist mapeado através da função {\displaystyle 1+G(s)} produz um gráfico no plano complexo. Pelo Princípio do Argumento de Cauchy, o número de circunferências de sentido horário na origem deve ser o número de zeros no semiplano direito de {\displaystyle 1+G(s)} menos os pólos de {\displaystyle 1+G(s)}. Se em vez disso, o contorno é mapeado através da função de transferência de malha aberta {\displaystyle G(s)}, o resultado é o desenho do gráfico de Nyquist de {\displaystyle G(s)} que é o mesmo gráfico anteriormente obtido mas deslocado geometricamente uma unidade real para esquerda no plano complexo. Ao contar o número de contornos resultantes em -1, encontramos a diferença entre o número de pólos e o número de zeros de {\displaystyle 1+G(s)}. Recorda-se que os zeros de {\displaystyle 1+G(s)} são os pólos do sistema da função a ser realimentada e observando que os pólos de {\displaystyle 1+G(s)} são os mesmos pólos de G(s), pode-se assim estabelecer o critério Nyquist:
Dado o contorno de Nyquist {\displaystyle \Gamma _{s}}, se faz {\displaystyle P} ser o número de polos {\displaystyle G(s)} incorporados por {\displaystyle \Gamma _{s}}, e {\displaystyle Z} ser o número de zeros de {\displaystyle 1+G(s)} incluídos por {\displaystyle \Gamma _{s}}.  Ainda mais importante {\displaystyle Z} é o número de polos do sistema realimentado. O contorno resultante de {\displaystyle G(s)}, {\displaystyle \Gamma _{G(s)}}irá circundar o ponto {\displaystyle (-1+j0)} {\displaystyle N} vezes tal que {\displaystyle N=Z-P}.
Se o sistema for inicialmente instável, realimentação é necessária para estabilizar o sistema. Os pólos no semiplano direito representam essa instabilidade. Para a estabilidade em malha fechada desse sistema, o número de raízes na metade direita do plano s deve ser zero. Portanto, o número de voltas anti-horária sobre o ponto crítico -1 + j0 deve ser igual ao número de pólos do sistema em malha aberta. Qualquer volta produzida no sentido horário no ponto crítico indicaria que o sistema de controle ira ainda se desestabilizar em malha fechada. (O uso de zeros no semiplano direito com finalidade de "cancelar" os pólos de semiplano direito não remove a instabilidade, mas ainda garante que o sistema permaneça instável, mesmo na presença de realimentação, uma vez que as raízes em malha fechada se deslocam entre os pólos de malha aberta e os zeros na presença de realimentação. De fato, a inserção de um zero no semiplano direito pode tornar o pólo instável não observável e, portanto, não estabilizável através de realimentação.)